# Gard
 Gard je francouzský departement ležící v regionu Okcitánie. Název pochází od řeky Gard. Hlavní město je Nîmes.
Departement Gard má rozlohu 5 853 km2. Žije v něm cca 690 tisíc obyvatel.

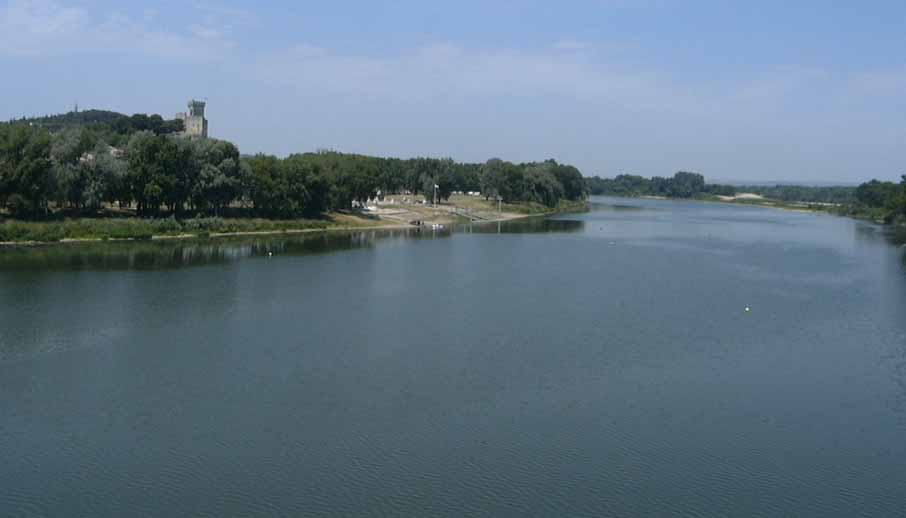
Řeka Rhône s hradem Beaucaire

## Nejvýznamnější města
- Nîmes
- Alès
- Uzès

## Historie

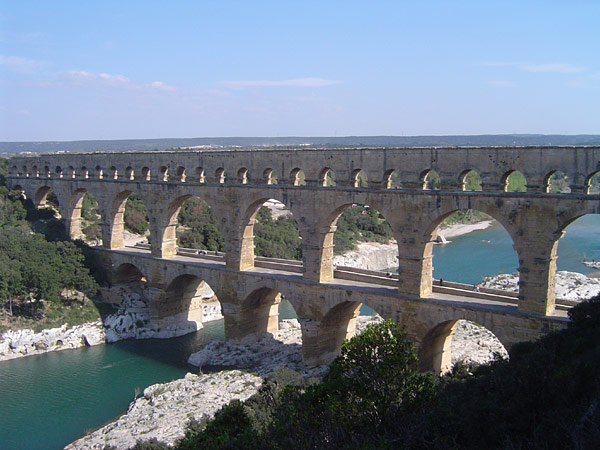
Gardský most, památka UNESCO

Gard je jedním z 83 departementů, které byly vytvořeny během Velké francouzské revoluce dne 4. března 1790 aplikací zákona z 22. prosince 1789.

## Osobnosti spjaté sdepartementem Gard
- Alphonse Daudet, spisovatel
- Henri Donnedieu de Vabres, profesor práva a soudce během Norimberského procesu
- Louis Montcalm, generál
- Maurice André, trumpetista
- Gaston Doumergue (1863-1937), politik a francouzský prezident
- Ernest Denis, historik, politik a bohemista
- Laurent Blanc, fotbalista
- Jean-Philippe Gatien, stolní tenista
- François Perrier (1833-1888), brigádní generál a zeměměřič